# Ranunculus szaferi
Ranunculus szaferi — вид квіткових рослин з родини жовтецевих (Ranunculaceae).

## Поширення
Поширення: Польща, Україна, Молдова.

## Синоніми
- Ranunculus cassubicus subsp. szaferi (Jasiewicz) Jasiewicz